# Butadiyne
Le butadiyne, aussi appelé diacétylène ou diéthyne, est un composé chimique de formule
C4H2. Il s'agit d'un hydrocarbure aliphatique très insaturé de la famille des alcynes contenant une liaison carbone-carbone simple et deux triples liaisons conjuguées. C'est le premier terme de la série des polyynes.

## Propriétés
Le butadiyne est extrêmement inflammable et brûle dans l'air en dégageant une fumée noire, contenant dioxyde de carbone CO2 et eau H2O. En raison de ses triples liaisons, le butadidyne est très réactif ; il peut être utilisé pour des additions électrophiles, des réactions de polymérisation (polydiacétylène) et pour des réactions de Diels-Alder.

## Synthèse
Le butadiyne peut être obtenu par dimérisation de l'éthyne (couplage oxydatif). On appelle aussi cette réaction couplage de Glaser.
{\displaystyle \mathrm {2\ C_{2}H_{2}{\xrightarrow {CuCl,NH_{4}Cl,O_{2}}}C_{4}H_{2}} }

## Présence dans la nature
Du butadiyne a été détecté dans l'atmosphère de Titan, le plus grand satellite de Saturne, et dans la protonébuleuse planétaire CRL 618 par ses modes de vibrations caractéristiques. Dans l'atmosphère de Titan, cette molécule est presque entièrement formée par réaction entre l'acétylène et le radical éthynyle HC≡C∙ qui est produit par photolyse de l'acétylène. Ce radical peut en fait réagir efficacement avec la triple liaison de l'acétylène même à très basses températures.